# Caso cerrado
Caso cerrado (no Brasil, Caso Encerrado) é um programa de televisão estadunidense transmitido pela Telemundo desde abril de 2001, sob a apresentação da advogada Ana María Polo. Cada capítulo apresenta um fato real que é avaliado por juízes, psicólogos e jurados. Exibido em mais de vinte países, o programa teve curta passagem pelo SBT no Brasil.

## Descrição
Caso Cerrado (originalmente chamado de Sala de Pareja ou Casais Court) começou a ser exibido em Abril de 2001 e inicialmente tratada com a arbitragem de problemas conjugais entre os litigantes. O programa continuou com esse nome até Abril de 2005, quando foi expandido para incluir outras disputas que não estão relacionadas somente com problemas conjugais, tais como as violências doméstica e infantil, [1] e os segmentos ocasionais onde Ana Maria Polo visa educar o público sobre questões relacionadas às leis. Junto com a expansão do conteúdo, veio a mudança de nome do programa para Caso Cerrado, assim chamado devido à frase dita por Polo no final da arbitragem, que é geralmente acompanhada pela batida de um martelo.
Em cada episódio, Polo apresenta três casos entre pessoas em conflito e suas tentativas de resolvê-los como uma árbitra, e não como juíza. Antes de participar, os clientes são obrigados a assinar contratos, concordando em reconhecer e respeitar a decisão de Polo.
Até 2006, o programa foi produzido pela empresa Promofilm. Desde então, a emissão é feita exclusivamente pela Telemundo, que oferece alternativas de comunicação em Inglês através do recurso closed caption para o programa no canal de legenda CC3.

## Reconhecimento
Em 2010, Caso Cerrado fez história ao se tornar o primeiro show em uma estação de língua espanhola a ser indicado para um prêmio Emmy. Ana María Polo foi nomeada para um episódio da série que cobria os problemas de uma família com um cavalo que tinha comprado sob falsos pretextos. [2]

## Crítica
Caso Cerrado tem sido objeto de desafios para a veracidade das reivindicações apresentadas no programa. Ao final do programa, um aviso é apresentado após os créditos, afirmando que muitos casos são dramatizados. Em 4 de janeiro de 2009, durante uma entrevista ao jornal chileno La Tercera, Ana María Polo relatou que "muitos casos têm de ser organizados, mas o que conta é a mensagem que ela traz." Ela acrescentou que todos os casos são reais. No entanto, às vezes, os atores são utilizados nos casos em que os participantes da disputa não querem aparecer no programa.

## Transmissão
Nos Estados Unidos, onde é produzido, Caso Cerrado é transmitido exclusivamente pela Telemundo. De acordo com Businesswire.com, 1.455.000 pessoas sintonizam o programa diariamente, sendo o programa de língua espanhola líder de audiência no horário das 16 horas. 39% dos telespectadores de Caso Cerrado estão na faixa etária entre 18 e 34 anos. [3] Além da transmissão do programa pela Telemundo, o programa também é cedido para uma série de outros canais de televisão da América Latina, Espanha e a Guiné Equatorial.
No Brasil, o programa estreou no Sistema Brasileiro de Televisão em 17 de fevereiro de 2014, sob o título de Caso Encerrado. Porém, a atração não agradou ao público brasileiro, marcando apenas 3 pontos no IBOPE, enquanto que o seriado Chaves anotava o dobro de audiência no mesmo horário. O principal motivo da baixa popularidade foi o conteúdo apelativo, ainda que a responsável pela dublagem do programa tenha notado que o SBT buscou os episódios mais acessíveis para transmitir.
Devido a baixa audiência da atração exibida as 18h30, o SBT mudou a atração de horário após duas semanas, em março, que passou a ocupar a faixa das 13h30, horário habitual de exibição do seriado As Visões da Raven'. Porém, a popularidade baixa se manteve, e a emissora encerrou as transmissões em abril, substituindo por Eu, a Patroa e as Crianças. Um spin-off do programa, intitulado "Caso Encerrado Proibido", foi exibido aos sábados, à meia-noite até meados de outubro de 2014 e o tirou do ar.

## Influência
Em 2009, Ana María Polo visitou o Chile para participar de vários programas da MEGA TV. Devido ao sucesso do original Caso Cerrado, no Chile, Caso Cerrado Chile começou a ser produzido tendo Ana María Polo como anfitriã. Na MEGA TV, a apresentação do programa teve início em 18 de setembro de 2009.
O formato de Caso Cerrado tem sido repetido por outros programas chilenos, incluindo Tribunal Oral, no Canal 13, Veredicto, na MEGA TV, e La Jueza na Chilevisión, pertencente à antiga empresa de produção de Caso Cerrado, a Promofilm.